# 27. Flak-Division
A 27. Flak-Division (em português: Viségima-sétima Divisão Antiaérea) foi uma divisão de defesa antiaérea da Luftwaffe durante a Alemanha Nazi, que prestou serviço na Segunda Guerra Mundial. Foi criada a partir da 11. Flak-Brigade.

## Comandantes
- Walter Kathmann, (21 de outubro de 1944 - 31 de janeiro de 1945)[2]
- Walter von Hippel, (1 de fevereiro de 1945 - 2 de maio de 1945)[2]
- Oskar Vorbrugg, (2 de maio de 1945 - 8 de maio de 1945)[2]